# جورج واشنطن براكنريدغ
جورج واشنطن براكنريدغ (بالإنجليزية: George Washington Brackenridge)‏ هو شخصية أعمال أمريكي، ولد في 14 يناير 1832 في مقاطعة واريك في الولايات المتحدة، وتوفي في 28 ديسمبر 1920.